# Тласкала (штат)
Тласка́ла (ацт. Tlaxcallān;  ісп. Tlaxcala) — штат у центральній частині Мексики. Площа 4 016 км². Населення 1 272 847 осіб (2015). Адміністративний центр — місто Тласкала.

## Історія

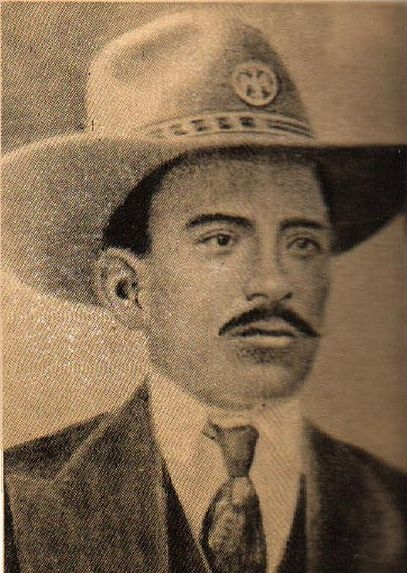
Домінго Аренас

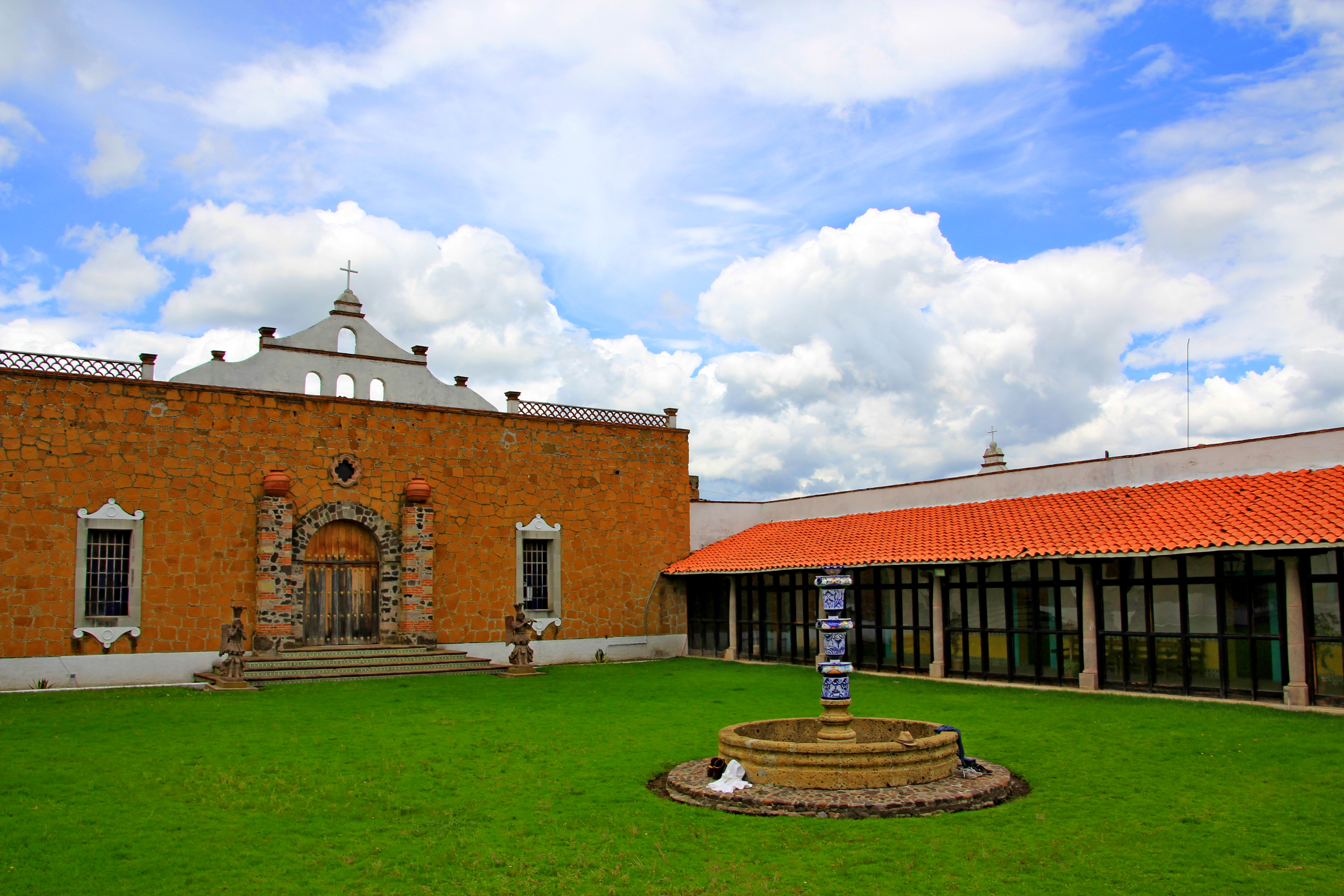
Церква в місті Тласкала

Після перемоги в Мексиканській війні за незалежність і оголошенням першої конституції Мексики у 1824 році, 24 листопада 1824 року, Тлакскала була оголошена федеральною територією Мексики. 9 грудня 1856 року Тласкала отримала статус штату і була розділена на 5 муніципалітетів. В 1860-х роках до штату було повернуто колишній регіон Калпулапан. У 1885-1911 роках губернатором штату був Просперо Кахуанці. 
26 травня 1910 року, як в Пуеблі, так і в Тласкала повстанці підтримали революційні сили спрямовані проти диктатури Діаса. У 1912 році штат Тласкала  потрапив у підпорядкування Армії звільнення Півдня Еміліано Сапати. Під час боротьби революційних груп наприкінці революції поміж революціонерами штату виник розкол. Тласкальський лідер революціонерів Педро М. Моралес, колишній голова партії "Мадериста", приєднався до загонів Франціска Вілья в той час коли  Домінго Аренас до армії сапатистів. Лише Максімо Рохас залишався на боці контитуціонерів. Партія "Мадериста" відійшла до ліберальної партії  конституціоналістів. У грудні 1916 року Домінго Аренас залишив загони сапатистів і приєднався до  конституціоналістів. Венустіано Карранса призначив його командувачем в Пуеблі і Тласкалі.
Починаючи з 1927 року у Тласкалі почався період відродження після руйнівних наслідків революції. В подальші роки в штаті відбулася земельна реформа, на початку 1970-х років губернатор Тласкали  Еміліо Санчес П'єдрас зайнявся модернізацією фермерського господарства та підприємств. На сьогодні у 8 муніципалітетах штату побудовано 250 підприємств, на яких працюють 32 000 робітників. 
Основа економіки штату базується на сільському господарстві, легкій промисловості та туризмі. Інфраструктури наземного транспорту було одним з найбільших переваг штату на початку його розвитку. У 2004 році в Тласкалі було побудовано 2434 км автомобільних доріг і  351 км залізничних колій. 